# Бондаревщина (значения)
Бондаревщина, Бондоровщина — название
- Бондоровщина — хутор в Браславском районе Витебской области Беларуси. Входит в состав Тетерковского сельсовета.
- Бондарщина (иначе Бондаревщина) — деревня в Воложинском районе Минской области Беларуси. Входит в состав Воложинского сельсовета.

- Бондаревщина  — село в Сумском районе Сумской области. Входит в состав Яструбинского сельсовета.